# 515
| 515                |
| ------------------ |
| Dødsfald - Fødsler |
|                    |

| Gregoriansk kalender | 515 DXV                 |
| Ab urbe condita      | 1268                    |
| Armensk kalender     | I/T                     |
| Kinesiske kalender   | 3211 – 3212 甲午 – 乙未 |
| Etiopisk kalender    | 507 – 508               |
| Jødisk kalender      | 4275 – 4276             |
| Hindukalendere       |                         |
| - Vikram Samvat      | 570 – 571               |
| - Shaka Samvat       | 437 – 438               |
| - Kali Yuga          | 3616 – 3617             |
| Iransk kalender      | 107 BP – 106 BP         |
| Islamisk kalender    | 110 BH – 109 BH         |

Se også 515 (tal)

## Dødsfald
- Aelia Ariadne, østromersk kejserinde og helgen i den Ortodokse kirke (født ca. 450).